# Кер (Монтана)
Кер (енгл. Kerr) насељено је место без административног статуса у америчкој савезној држави Монтана.

## Демографија
По попису из 2010. године број становника је 251, што је 234 (1376,0%) становника више него 2000. године.
| Група             | 2000.      | 2010.       |
| Белци             | 14 (82,4%) | 201 (80,1%) |
| Афроамериканци    | 0 (0,0%)   | 2 (0,8%)    |
| Азијати           | 0 (0,0%)   | 2 (0,8%)    |
| Хиспаноамериканци | 2 (11,8%)  | 7 (2,8%)    |
| Укупно            | 17         | 251         |